# Charles Didier
 (février 2018).
Cet article concerne le religieux. Pour l'écrivain et poète homonyme, voir Charles Didier (écrivain).
Charles Didier, né à Ixelles, en Belgique, en 1935, de André Didier et Gabrielle Colpaert, est une Autorité générale de l’Église de Jésus-Christ des saints des derniers jours. De l'histoire de l'Église, il est la première Autorité générale choisie à l'extérieur de l'Amérique du nord et la première Autorité générale de langue française. Il a été deux fois membre de la présidence des Soixante-dix, la plus haute autorité après le collège des Douze. Depuis qu’il est devenu membre du premier collège des soixante-dix, en 1975, Charles Didier a présidé successivement plusieurs interrégions : L’Europe de l’Ouest, le Canada, l’Utah, l’Amérique du Sud, l’Europe de l’Est et, depuis 2007, le Brésil. Il a également été président général de l’École du dimanche (1994-1995). Avant de devenir Autorité générale, Charles Didier a été président de la branche de Liège, puis président de la mission franco-suisse, puis représentant régional des Douze. Il a une licence d’économie de l’université de Liège et parle couramment le français, le flamand, l’anglais, l’espagnol et l’allemand. Outre ses responsabilités d’Autorité générale de l’Église de Jésus-Christ des saints des derniers jours, il est officier de réserve de l’armée de l’air belge. 

## Enfance
Pendant la Seconde Guerre mondiale, son père, officier de l’armée belge, est fait prisonnier par les Allemands. Il s'évade et prend le maquis. À deux reprises il fait une très brève visite à sa famille, puis disparaît à nouveau dans le maquis, où il est opérateur radio. Charles a 10 ans quand on vient perquisitionner chez eux, la Gestapo étant à la recherche de son père. Il s'en faut de peu pour qu'ils ne soient arrêtés. Ils décident alors de partir rejoindre son père dans la province d’Anvers où il est caché, puis de là, vont vivre chez son arrière-grand-mère en Flandre.

## Conversion
En 1950, la famille Didier habite Namur. Charles est en classe de troisième au lycée, quand deux missionnaires américains saints des derniers jours se présentent chez lui. L'année suivante, sa mère se fait baptiser. Quelque temps plus tard, c'est au tour de sa sœur Jacqueline. Puis Charles part étudier à l’université à Liège. Là-bas, un missionnaire lui demande pourquoi il ne se fait pas baptiser puisqu'il vit déjà comme un saint des derniers jours. Charles répond qu’il n’en voit pas la nécessité. Le missionnaire l'invite alors à prier avec lui à propos du Livre de Mormon et de Joseph Smith. Après cette prière, Charles se relève en ayant acquis un témoignage spirituel. Il se fait baptiser à Bruxelles en novembre 1957. 

## Études et mariage
Charles poursuit ses études à l'université de Liège où il obtient une licence d'économie en 1959. Il suit alors le programme des élèves officiers de réserve de l'armée de l'air belge. Il terminera son service militaire avec le grade de lieutenant et la spécialité de contrôleur radar. Peu après, stationné à seulement quelques kilomètres de Liège, il fréquente Lucie Lodomez, qu'il a rencontrée à la branche de Liège de l'Église de Jésus-Christ des saints des derniers jours. Lucie a été missionnaire en France avec Jacqueline, la sœur de Charles. Son service militaire terminé, Charles et Lucie se marient à Liège (ils seront scellés dans le temple de Suisse en 1962) où ils vont habiter. Bientôt, Charles a de l'avancement dans son travail dans une société d'importation de bois. En même temps, il reçoit de plus en plus de responsabilités dans l'Église. Il devient le président de la branche de Liège, forte d'une centaine de membres. 

## Responsabilités au sein de l'Église des saints des derniers jours
Au bout de cinq ans passés à Liège, Charles est sollicité pour être l'assistant du directeur des affaires temporelles de l'Église en Europe. Après neuf mois passés en Allemagne, il retourne à Liège pour prendre la direction du centre de distribution de l'Église. Dès son retour, il est de nouveau appelé comme président de la branche de Liège.
De 1970 à 1973, Charles Didier préside la mission franco-suisse. Peu avant sa relève de son appel de président de mission, il est appelé représentant régional et nommé directeur interrégional des services de traduction et de distribution des publications de l'Église pour toute l'Europe. Puis, en octobre 1975, il est appelé comme membre du premier collège des soixante-dix, devenant ainsi la première Autorité générale choisie à l'extérieur de l'Amérique du nord et la première Autorité générale de langue française de toute l'histoire de l'Église. Il administre alors l'Église pour l'Europe, présidant quatorze missions, depuis Bruxelles. Plus tard, il reçoit la tâche de superviser les activités de l'Église au Canada, puis, en 1981, celle de superviser les missions et les pieux (diocèses) d'Argentine, du Paraguay et d'Uruguay. En 1984, il devient le président de l'interrégion du Nord de l'Amérique du Sud, regroupant le Brésil, le Vénézuéla, la Colombie, l'Équateur, le Pérou et la Bolivie. À propos de son ministère d'Autorité générale de l'Église, il déclare : « Être une Autorité générale, c'est, pour soi et pour les membres de sa famille, comme passer un examen quotidien. L'on est un représentant officiel de l'Église. Les membres croient généralement que l’on sait tout, ce qui n'est pas le cas. On doit constamment s'efforcer de rester à la hauteur de l’appel sacré et de répondre à l'attente des gens et, surtout, à celle du Seigneur. Ce n'est pas une petite responsabilité. »